# Carta Internațională a Drepturilor Omului

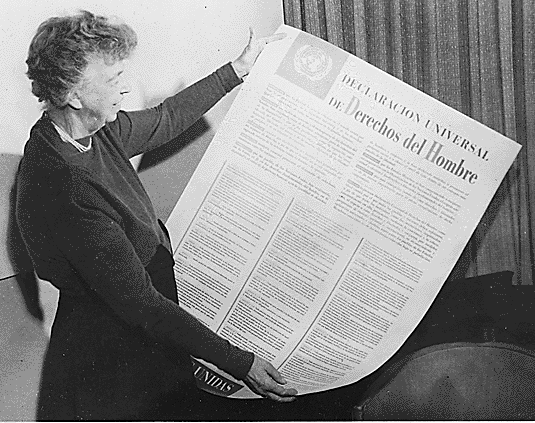
Eleanor Roosevelt susținând versiunea în limba spaniolă a Declarației Universale a Drepturilor Omului.

Se cunoaște drept Carta internaționala a drepturilor omului (International Bill of Human Rights  următorul ansamblu de instrumente ce privesc drepturile omului, proclamate de Organizația Națiunilor Unite, în diferite momente:
- Pactul Internațional cu privire la Drepturile Civile și Politice (PIDCP), adoptat de Adunarea Generală a Națiunilor Unite prin Rezoluția⁠(d) 2200A (XXI) din 16 decembrie 1966, intrat în vigoare la 23 martie 1976.
- Pactul Internațional privind Drepturile Economice, Sociale și Culturale (PIDESC), adoptat de catre Adunarea Generală a Organizației Națiunilor Unite în Rezoluția 2200A (XXI) din 16 decembrie 1966 și intrarea în vigoare la 3 ianuarie 1976.
- Protocoalele facultative (Protocolul Facultativ al Pactului Internațional privind Drepturile Civile și Politice⁠(d); Secundul Protocol Facultativ al Pactului Internațional privind Drepturile Civile și Politice, destinat abolirii pedepsei cu moartea⁠(d); și Protocolul Facultativ al Pactului Internațional privind Drepturile Economice, Sociale și Culturale⁠(d), adoptat de către Adunarea Generală la 10 decembrie 2008 și intrat în vigoare la 5 mai 2013[2])
- Declarația universală a drepturilor omului, adoptată de către Adunarea Generală a Națiunilor Unite prin Rezoluția 217 A (III) din 10 decembrie 1948 la Paris.

Declarația universală a drepturilor omului are caracter de drept internațional cutumiar, constituind un punct de referință care trasează orientări sau linii, și care, deși adesea citată în legile fundamentale sau in constituțiile multor țări, și în alte legi interne, cu toate acestea, nu are condiție de acord internațional sau de tratat internațional. 
Cele două pacte internationale: cel Economic, Social și Cultural și cel al Drepturilor Civile și Politice constituie acorduri obligatorii, aprobate de către Adunarea Generală în 1966, acorduri ce promovează Declarația universală, concretizând în obligații juridice, drepturile cuprinse în ea, și stabilește organisme care să monitorizeze respectarea de către Statele care sunt parte in acele pacte. Aceste două pacte, sunt cunoscute de asemene sub numele de Pactele de la New York⁠(d).
Protocoalele facultative (facultativ, în sensul său de opțional) sunt instrumente adiționale ale tratatelor privind drepturilor omului, tratate care instituie proceduri (de exemplu, investigarea, plângerea sau diverse tipuri de comunicări), în legătură cu tratatul principal, sau, de asemenea, dezvolta particulare aspecte ale acestuia. Protocoalele facultative au statut de tratate internaționale și sunt deschise către o adițională semnare și ratificare de către statele care sunt parte ale acelui tratat principal. Unele protocoale facultative experimentează necesitatea de a face parte din tratatul principal, în timp ce altele nu, după cum ele însele stabilesc.

## Legături externe
- Organizația Națiunilor Unite: Carta Internationala a Drepturilor Omului
- Pactul internațional cu privire la Drepturile Civile și Politice
- Protocol Facultativl al Pactului Internațional privind Drepturile Civile și Politice
- Al doilea Protocol Facultativ la Pactul Internațional privind Drepturile Civile și Politice, vizând abolirea pedepsei cu moartea
- Pagina Comitetului pentru Drepturile Omului
- DHpedia: Carta Internationala a Drepturilor Omului Arhivat în 26 mai 2018, la Wayback Machine.
- Tabla normativa a Drepturilor Omului. Concordanțe între Pactul Internațional cu privire la Drepturile Civile și Politice vs alte norme ale Umanelor Drepturi.
- Organizația națiunilor Unite: Carta Internationala a Drepturilor Omului Arhivat în 6 aprilie 2010, la Wayback Machine.
- Mișcarea diverselor popoare pentru Educația în domeniul Drepturilor Omului
- Toate Rezoluțiile Consiliului de Securitate ale Organizației Națiunilor Unite, clasificate pe ani
- Tabelul de normative privnd Protecția Drepturilor Omului
- Drepturile Omului: o cronologie secolelor XX și XXI Arhivat în 15 septembrie 2011, la Wayback Machine.
- Introducere; Carta Internațională a Drepturilor Omului
- ONU și Drepturile Omului

## Vezi și
- Declarația Universală a Drepturilor Omului
- Pactul internațional cu privire la Drepturile Civile și Politice
- Pactul Internațional privind Drepturile Economice, Sociale și Culturale
- Dreptul Internațional al Drepturilor Omului⁠(d)
- Drept internațional